# グラッフィニャーノ
グラッフィニャーノ（伊: Graffignano）は、イタリア共和国ラツィオ州ヴィテルボ県にある、人口約2,100人の基礎自治体（コムーネ）。

## 地理

### 位置・広がり
ヴィテルボ県北東部のコムーネ。県都ヴィテルボから北北東へ19kmの距離にある。

#### 隣接コムーネ
隣接するコムーネは以下の通り。括弧内のTRはテルニ県所属を示す。
- アルヴィアーノ (TR)
- アッティリアーノ (TR)
- ボマルツォ
- チヴィテッラ・ダリアーノ
- ルニャーノ・イン・テヴェリーナ (TR)
- ヴィテルボ

### 気候分類・地震分類
グラッフィニャーノにおけるイタリアの気候分類 (it) および度日は、zona D, 1753 GGである。
また、イタリアの地震リスク階級 (it) では、zona 2B (sismicità media) に分類される。